# Công chúa Ilse
Công chúa Ilse (tiếng Đức: Prinzessin Ilse) là một địa chỉ du lịch phỏng theo truyền thuyết dân gian lừng danh Đức từ trung đại.

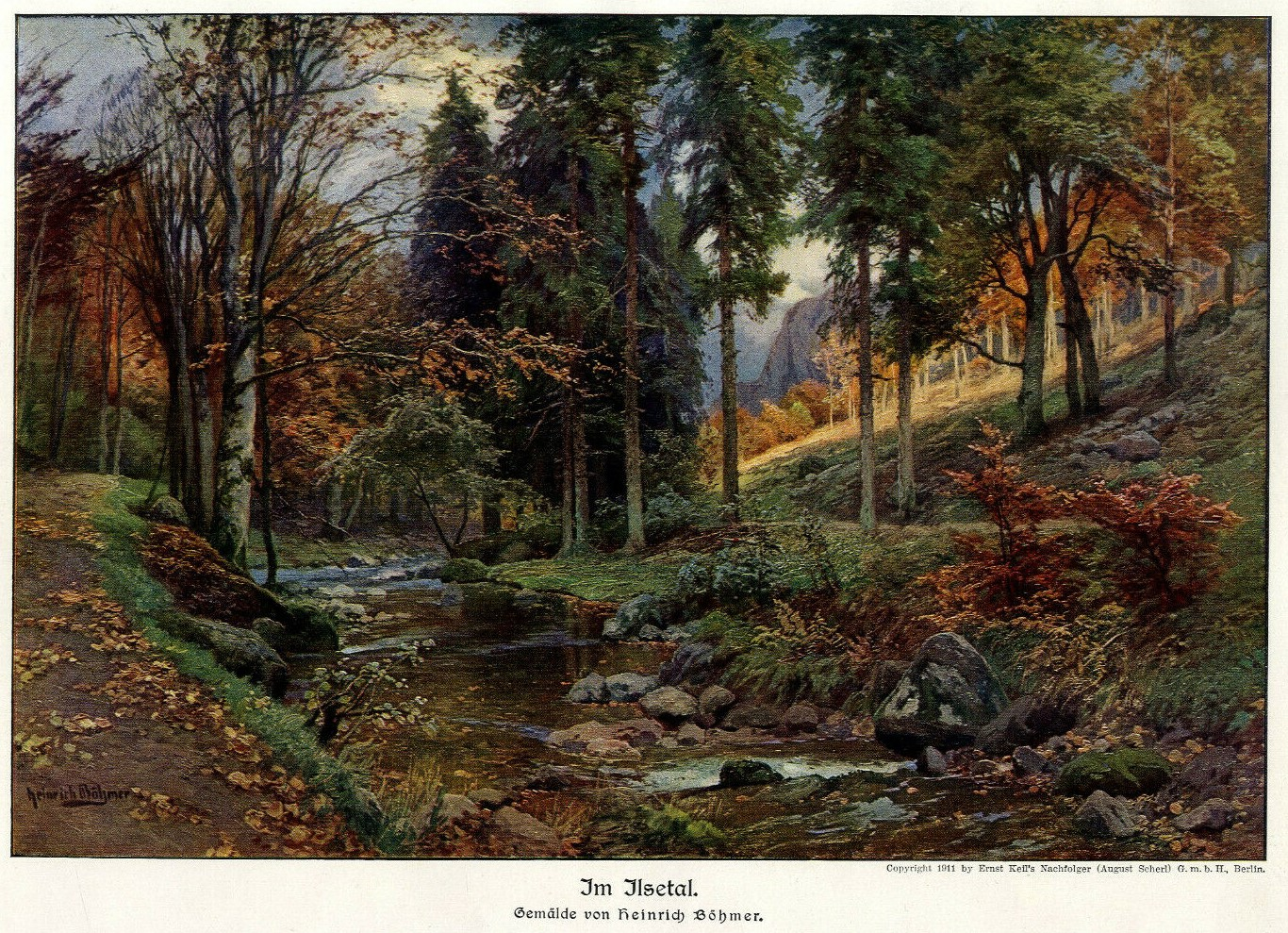
Họa phẩm Im Ilsetal năm 1991 của Heinrich Böhmer.

## Lịch sử
Ilse nguyên ủy là một con lạch nước khoáng làm phụ lưu sông Oker, nhờ địa hình vây quanh khá hiểm trở nên vắng người qua lại, vô hình trung trở thành thắng cảnh thiên nhiên hoang dã rất nên thơ, được người Đức ngay từ trung đại đã nhân cách hóa thành một giai thoại. Cho tới nay, quần thể gồm lạch và thung lũng được gọi chung là Công Chúa Ilse (Prinzeß Ilse).
Công Chúa Ilse thuộc địa phận thị trấn Ilsenburg, tuy nhiên mật độ cư dân hầu như bằng 0. Địa điểm duy nhất từng có người ở là khách sạn cùng tên, xây năm 1871 nhưng rồi bị cháy trụi vào năm 1887, sau nhiều lần tái thiết bất thành đã bị bỏ hoang từ năm 1978.
Suốt từ trung đại, Công Chúa Ilse đã làm suối nguồn cảm hứng bất tận cho các loại hình văn nghệ Đức, nhưng tuyến chính vẫn là huyền thoại có liên hệ mật thiết với tên gọi quần thể du lịch này.

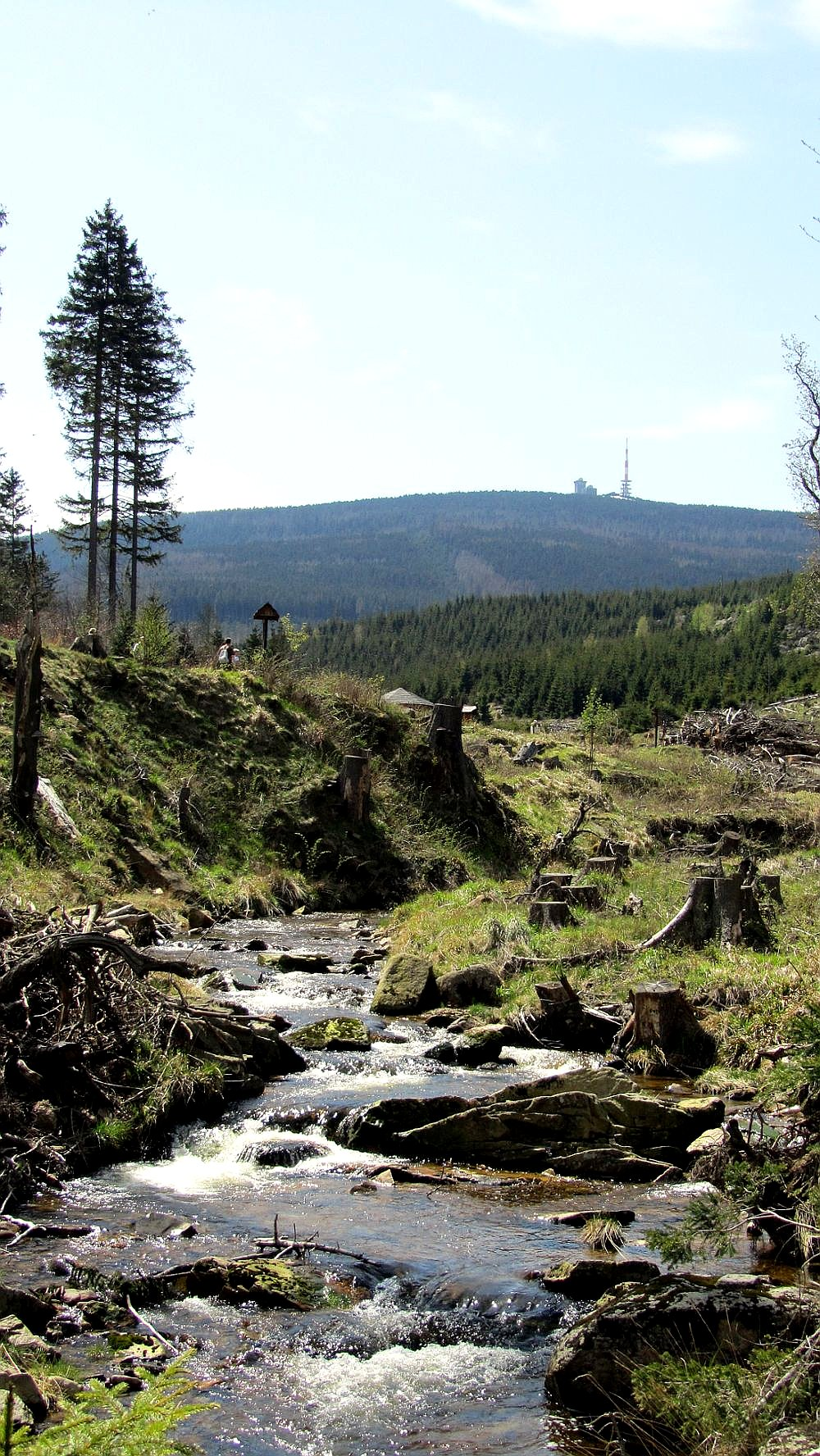
Lạch Ilse năm 2012
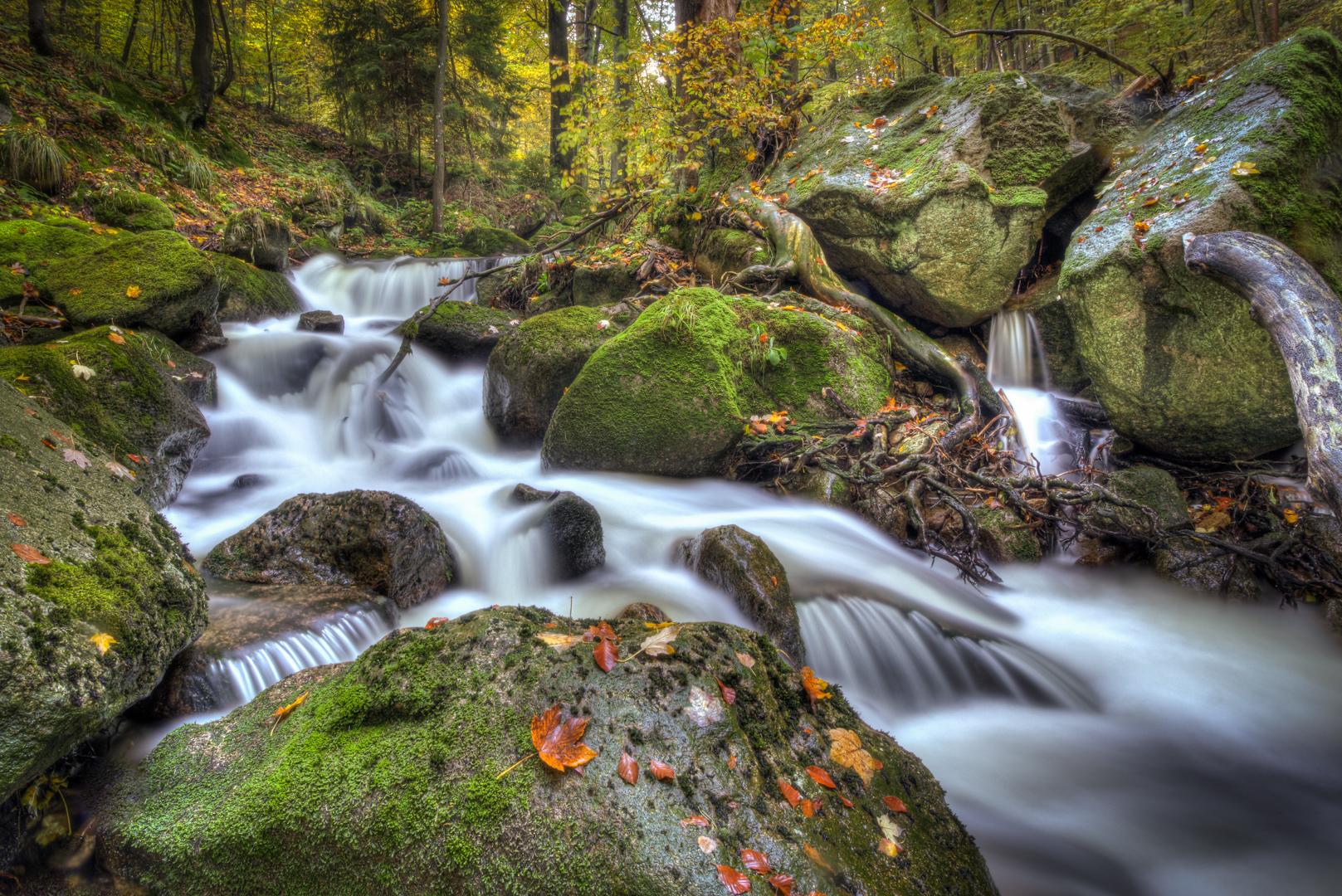
Đoạn lạch Ilse chảy qua thung Ilse
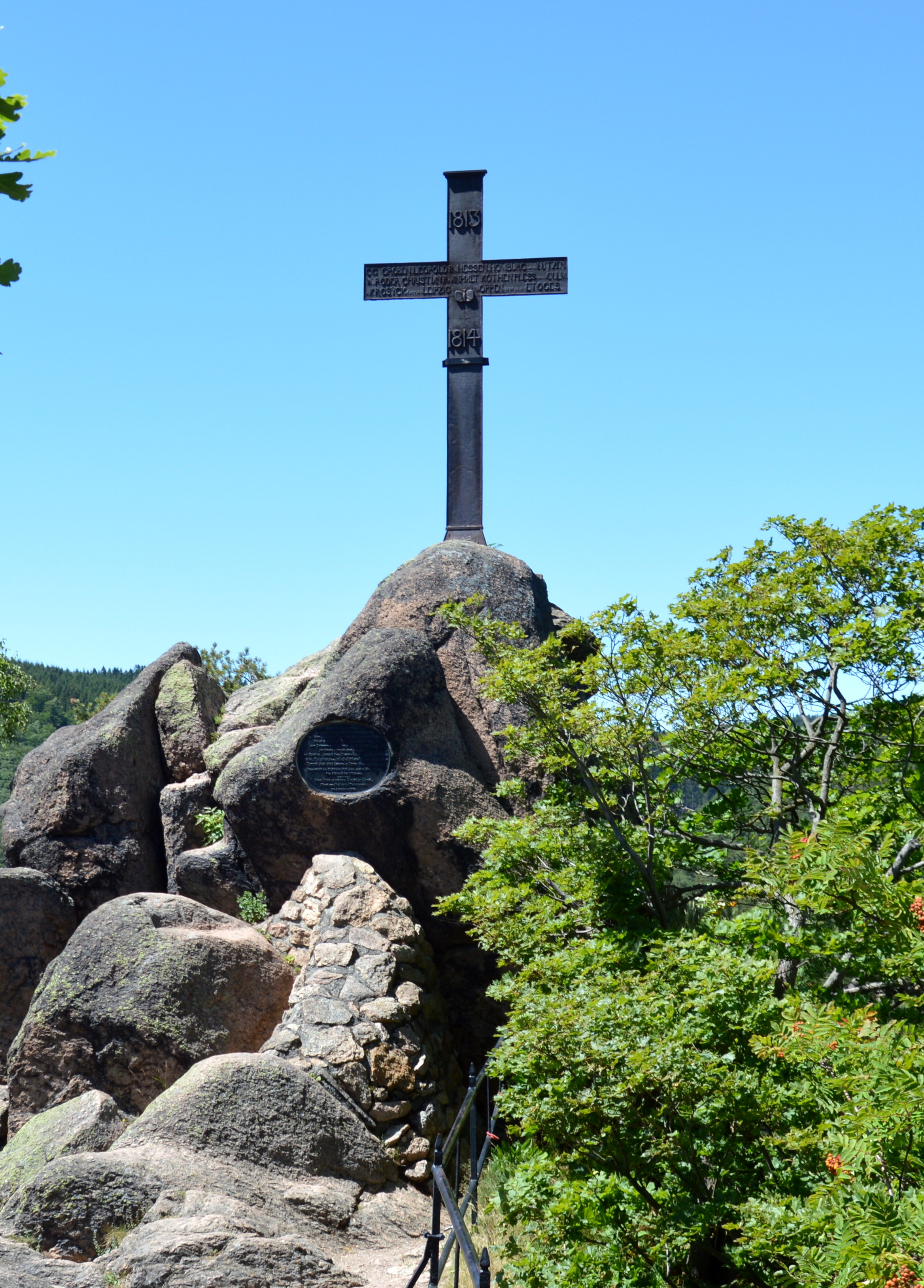
Ilsestein năm 2018
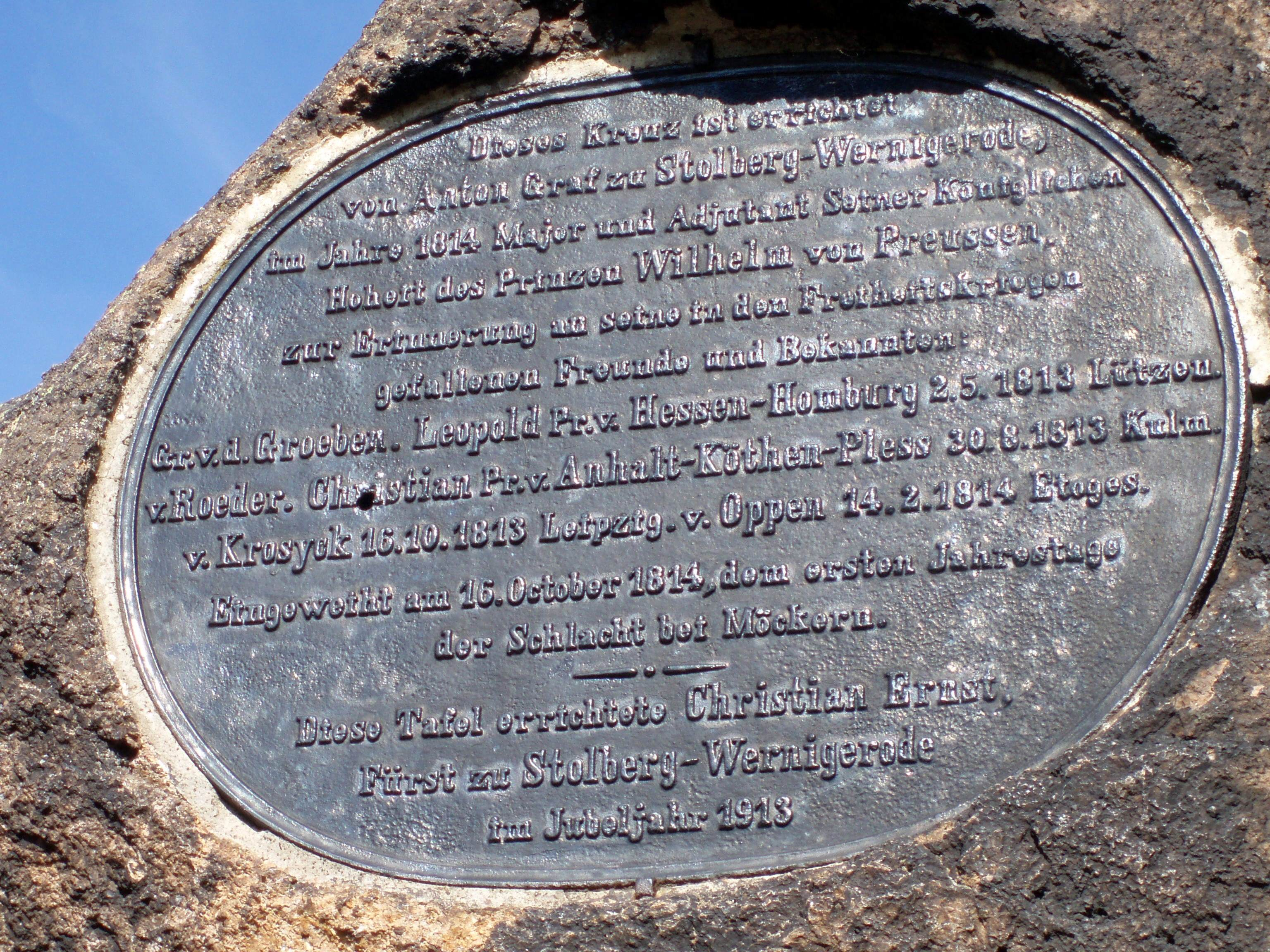
Bia kỉ niệm Ilsestein
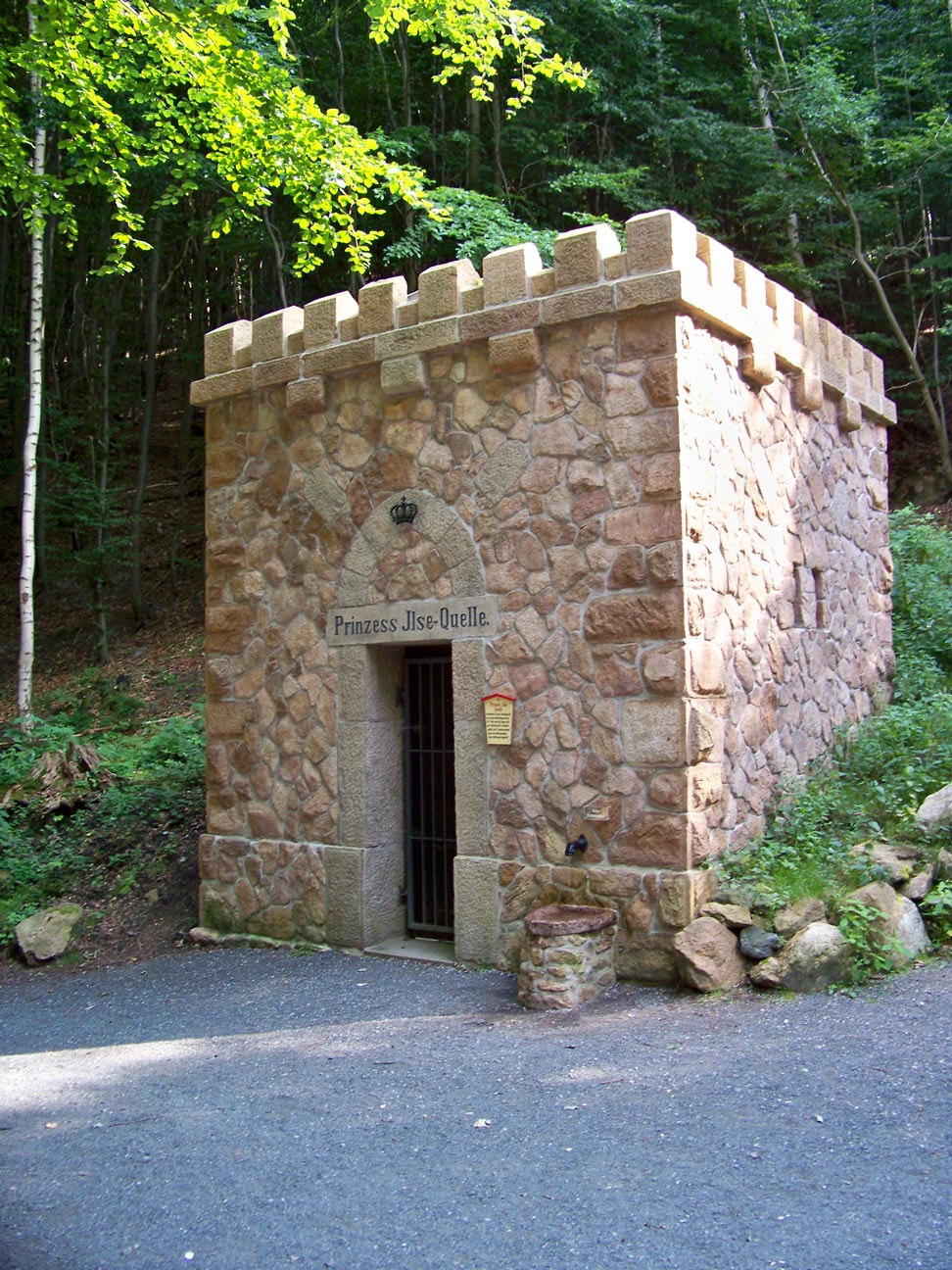
Đài kỉ niệm Công Chúa Ilse năm 2008
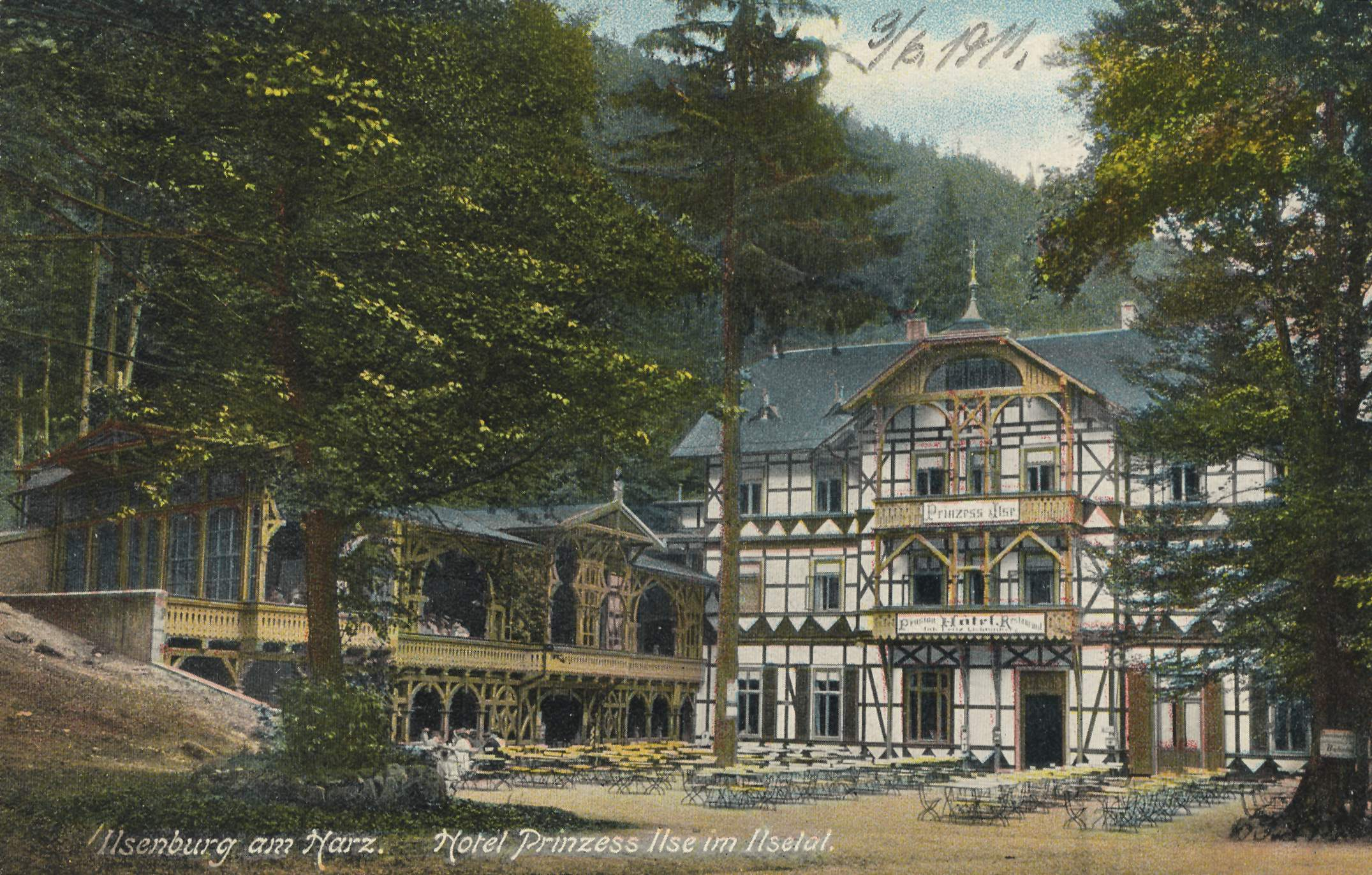
Khách sạn Công Chúa Ilse năm 1911

## Huyền sử
Xưa, khi đỉnh Ilsestein cao tột hơn ngày nay bội phần, đức vua Ilsung dựng lâu đài ngay trên mỏm núi đó. Ngài có người con gái tóc vàng đẹp tuyệt trần tên là Ilse, biết bao vương công kị sĩ đã ngỏ lòng ngưỡng mộ và cầu hôn mà chẳng được nàng đoái hoài.
Dưới chân núi có nhà nọ, một bà mẹ thầm ghen tị với Ilse, bởi đứa con gái bà ta tên Trude tóc đỏ quạch mà chẳng người trai nào thèm ngó. Bù lại, gia cảnh Trude rất sung túc, có lẽ còn hơn chán vạn ông vua trên đỉnh cao sơn kia. Người ta đồn rằng, khối tài sản ấy có được là nhờ tài ma thuật của bà mẹ, mà bà ta đích thị phù thủy.
Ngày nọ, có người lữ khách trẻ trung tên là Rolf quá bộ tới Ilsenburg. Anh ta ghé lại nhà Trude xin nghỉ chân, và thế là Trude như bị hớp hồn. Ả nằng nặc đòi mẹ quyến rũ chàng về cho mình có chồng. Để chiều lòng con, bà mẹ lựa lúc Rolf thiếp đi, bèn rỏ giọt thuốc vào mắt chàng, đến khi tỉnh dậy thì Rolf phải yêu say đắm Trude. Họ bèn tất bật sửa soạn cử hành hôn lễ.
Trong lúc đợi linh mục tới chứng hôn, Rolf lê gót vào rừng chơi, vô thức lạc tới lâu đài và thấy Ilse đang tỉa những nhành hồng. Nhan sắc kiều diễm của nàng lập tức khiến ma thuật tan dần, và Rolf đem lòng yêu Ilse tha thiết. Khi trở lại nhà Trude, Rolf nằng nặc đòi từ hôn rồi vội vã bỏ đi. Chàng quyết định tới lâu đài xin kiến diện đức vua. Vì lòng mến khách, Ilsung mở cửa tiếp đãi rất thân thiện. Rolf nán lại vương cung ít lâu.
Mụ phù thủy chóng vỡ ra cớ sự, bèn phù phép cho tuyết phủ dày Ilsestein, lại khiến gió dữ cuốn phăng lâu đài. Nhưng vì thành lũy rất kiên cố nên trận gió chỉ đủ làm núi bạt dần.
Phù thủy lại vẩy đũa phép gọi mây đen sấm chớp xô tới nhấn chìm lâu đài trong phong ba khủng khiếp. Đất đá và cây cối cứ rụng ầm ầm, khiến thành quách lay tận móng. Nước lũ cuốn người, vật và tài sản trôi đi muôn phương, trong đó có quốc vương, công chúa và vị khách lạ điển trai. Nhưng may thay, sơn thần đã kịp vớt Ilse khỏi dòng nước xiết.
Trong tiếng cười đắc thắng của mẹ con phù thủy, cả ngôi nhà của họ cũng bị lũ cuốn. Rồi Trude thấy Rolf chìm dần xuống vực sâu mất hút, cô hoảng hồn lao theo bất chấp dòng chảy dữ. Bà mẹ vì xót con cũng nhảy theo.
Qua thời gian, hằng đêm người ta thường thấy công chúa Ilse dạo chơi ở Ilsestein. Nàng bước từ sơn khê ra trong áo choàng lung linh cùng vương miện lấp lánh sao sa, rồi xuống lạch tắm, tới lúc bình minh lại về chốn ngụ. Dân gian cũng đồn rằng, hễ ai mang lòng gian tà tới gần Ilse thì bị hóa thành cây linh sam đứng gác quanh nàng, đấy là lý do Ilsestein tới nay toàn linh sam.
|  |  |  |  |  |  |  |

- Công chúa Ilse
- Quốc vương Ilsung / Ilsing / Heindrich
- Bà chúa tiên
- Bà phù thủy
- Trude
- Rolf

## Văn hóa
Năm 1852, huyền thoại công chúa Ilse lần đầu được in thành sách nhờ tác gia Marie Luise Auguste Petersen và thành công thương mại rực rỡ. Trong trứ tác, nhân vật công chúa Ilse không bị lũ cuốn mà lạc đường khi cưỡi ngựa đuổi theo cha - đức vua Ilsing. Nàng sơ ý băng qua cánh cổng dẫn vào cõi tiên, rồi được bà chúa tiên biệt đãi và cho ở lại cung điện cẩn pha lê mãi mãi.
Dựa theo tác phẩm Marie Petersen, thi hào Heinrich Heine đã gia cố thêm tình tiết khi soạn sử thi Nàng Ilse (Die Ilse).
| Bia tưởng niệm Heinrich Heine tại Ilsetal. | Ich bin die Prinzessin Ilse, Und wohne im Ilsenstein; Komm mit nach meinem Schlosse, Wir wollen selig sein. Dein Haupt will ich benetzen Mit meiner klaren Well, Du sollst deine Schmerzen vergessen, Du sorgenkranker Gesell ! In meinen weißen Armen, An meiner weißen Brust, Da sollst du liegen und träumen Von alter Märchenlust. Ich will dich küssen und herzen, Wie ich geherzt und geküßt Den lieben Kaiser Heinrich, Der nun gestorben ist. | Es bleiben tot die Toten, Und nur der Lebendige lebt; Und ich bin schön und blühend, Mein lachendes Herze bebt. Komm in mein Schloß herunter, In mein kristallnes Schloß. Dort tanzen Fräulein und Ritter, Es jubelt der Knappentroß. Es rauschen die seidenen Schleppen, Es klirren die Eisensporn, Die Zwerge trompeten und pauken, Und fiedeln und blasen das Horn. Doch dich soll mein Arm umschlingen, Wie er Kaiser Heinrich umschlang; - Ich hielt ihm zu die Ohren, Wenn die Trompet erklang. |

Năm 1926, đôi tác giả ít danh vọng Karl Dassel và Karl Tolle công bố kịch phẩm 5 hồi cùng tên, đem công diễn tại Ströher, một địa điểm gần Celle, nhưng không được số đông hưởng ứng.